# Star Wars Eclipse

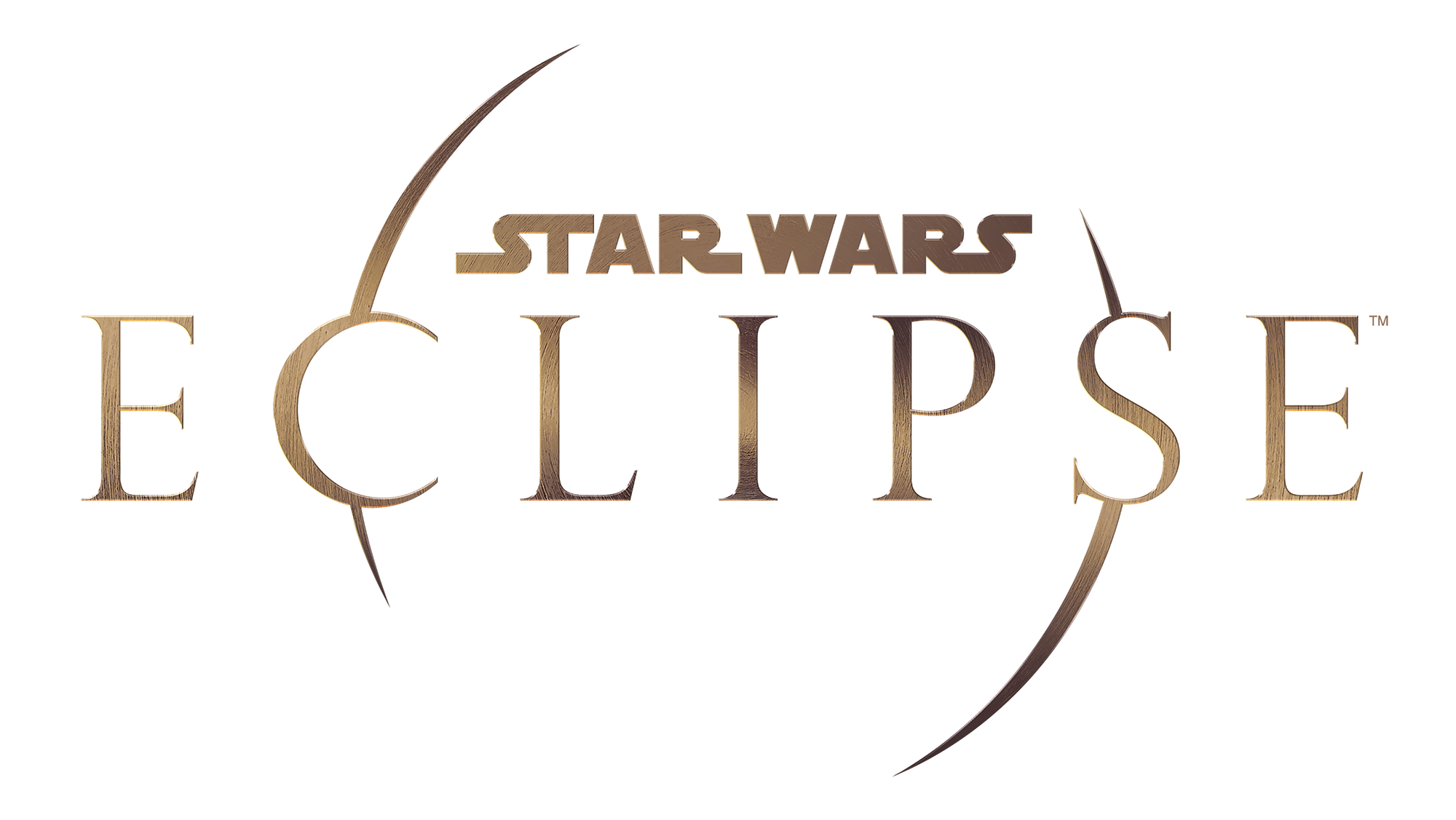

Star Wars Eclipse (англ. Зоряні війни: Затемнення) — майбутня пригодницька екшн-відеогра, що розробляється Quantic Dream у співпраці з Lucasfilm Games. Гру було вперше анонсовано 10 грудня 2021 року на The Game Awards 2021, а саме — представлений кінематографічний трейлер [Архівовано 10 грудня 2021 у Wayback Machine.]. Відомо, що події гри розгортатимуться у часи Високої Республіки, тобто близько двохсот років до початку подій кіносаги. Гра знаходиться на ранній стадії розробки.

## Відомості
Гравець зможе побачити Галактику очима кількох персонажів, у кожного з яких є своя особистість, мотивація та вплив один на одного та історію в цілому. Буде можливо створити оригінальну історію Зоряних воєн — з абсолютно новими персонажами та оточенням та право робити вибори, від яких залежатиме подальший розвиток сюжету, що схоже на попередні проєкти Quantic Dream, зокрема Detroit: Become Human чи Heavy Rain.
У грі події вібдуватимуться, скоріше усього, на Зовнішньому кільці Галактики  — у незвіданій ділянці галактики з небаченими раніше видами та планетами, які можна відкрити.